# Oli de Dippel
L'oli de Dippel (conegut també com a oli d'ossos, oli animal, oli de banya de cérvol o oli de Jeppel) és un subproducte nitrogenat de la destil·lació destructiva d'ossos. És un oli de color marró fosc, viscós, semblant al quitrà líquid, amb una olor desagradable. El seu nom es va posar pel seu inventor, Johann Conrad Dippel. L'oli s'obté per destil·lació destructiva d'ossos o d'altres substancies animals. i està compost majoritàriament per cadenes alifàtiques, amb parts de nitrogen. Inclou espècies com pirroles, piridines i nitrils, així com altres compostos nitrogenats.

## Usos
L'oli de Dippel va tenir un nombre d'usos què ara són majoritàriament obsolets. El seu ús primari era com a repel·lent d'animals i insectes. Utilitzat com desnaturalitzador de l'alcohol, com a insecticida, com a font de pirrole i per a preparacions orgàniques. Va tenir un ús limitat com a agent químic atacant durant la campanya del desert de la Segona Guerra mundial. L'oli feia no apte per beure (no potable) l'aigua dels pous i així impedia el seu ús a l'enemic. Al no ser letal, es va reclamar que l'oli no trencava el Protocol de Ginebra.